# Goryainovita
La goryainovita és un mineral de la classe dels fosfats.

## Característiques
La goryainovita és un fosfat de fórmula química Ca₂(PO₄)Cl. Va ser aprovada com a espècie vàlida per l'Associació Mineralògica Internacional l'any 2016. Cristal·litza en el sistema ortoròmbic i es coneix un anàleg sintètic seu. Es troba químicament relacionada amb la clorapatita.
Segons la classificació de Nickel-Strunz pertany a «08.BN - Fosfats, etc. amb anions addicionals, sense H₂O, només amb cations de mida gran, (OH, etc.):RO₄ = 0,33:1» juntament amb els següents minerals: aradita, magganasita, fluorpiromorfita, fluorsigaiïta, fluoralforsita, alforsita, belovita-(Ce), clorapatita, mimetita-M, johnbaumita-M, fluorapatita, hedifana, hidroxilapatita, johnbaumita, mimetita, morelandita, piromorfita, fluorstrofita, svabita, turneaureïta, vanadinita, belovita-(La), deloneïta, fluorcafita, kuannersuïta-(Ce), hidroxilapatita-M, fosfohedifana, hidroxilpiromorfita, estronadelfita, fluorfosfohedifana, carlgieseckeïta-(Nd), vanackerita, miyahisaïta, pieczkaïta, hidroxilhedifana, pliniusita, parafiniukita, arctita i krügerita.

## Formació i jaciments
Va ser descoberta a Stora Sahavaara, a la localitat de Sahavaara, al municipi de Pajala (Norrbotten, Suècia). Es tracta de l'únic indret on ha estat trobada aquesta espècie mineral.